# Dracontium dubium
Dracontium dubium là một loài thực vật có hoa trong họ Ráy (Araceae). Loài này được Kunth mô tả khoa học đầu tiên năm 1844.